# Tigrovaja Balka
Tigrovaja Balka (Тигровая балка, též Бешаи Палангон - Bešau Palangon) je přírodní rezervace v jihozápadním Tádžikistánu. Má rozlohu 497 km², leží na dolním toku řek Vachš a Pandž, které svým soutokem vytváří řeku Amudarja. Rezervace zahrnuje rozsáhlé pobřežní ekosystémy tzn. Tugay, písečnou poušť Kashka-Kum, vrchol Buritau a také pohoří Hodja-Kaziyon. Vyhlášena byla v roce 1938, od roku 2023 je součástí světového dědictví UNESCO pod názvem „Tugayské lesy přírodní rezervace Tigrovaja Balka“.

## Biologie
V údolní nivě jsou patrné meandry a slepá ramena řeky Vachš. Ta hrají klíčovou roli při zachování rozmanitosti ekosystému záplavových oblastí. Každý „opuštěný“ úsek vodního toku zůstává v hydraulickém spojení (o různé intenzitě) s hlavním korytem řeky. Stupeň propojení se v průběhu času vyvíjí s tím, jak se vstupy do hlavního toku řeky (a výstupy z něj) utěsňují sedimentem, nebo jak se postupem času slepé rameno zazemňuje.
V těchto aluviálních terasách se rozprostírá unikátní ekosystém pobřežních lesů - tzn. Tugay. Jedná se o mokřadní společenství podléhající pravidelným záplavám a do značné míry je závislé na povodních a podzemní vodě, nikoli přímo na dešťových srážkách. Biotopy Tugay se vyskytují v polosuchém a pouštním klimatu ve Střední Asii. Vzhledem k tomu, že stanoviště Tugay je obvykle lineární a sleduje toky řek ve vyprahlé krajině, lesy Tugay často fungují jako koridory divoké zvěře.
Rezervace je posledním místem na Zemi, kde žil tygr kaspický. Ze zástupců fauny lze jmenovat např. druhy: jelen bucharský, jelen kašmírský, hyena žíhaná, šakal obecný, kočka bažinná, gazela perská.